# Marcel Hendrickx
Marcel Hendrickx (* 21. April 1925 in Houthalen-Helchteren; † 15. Februar 2008 in Bilzen) war ein belgischer Radrennfahrer.

## Sportliche Laufbahn
Hendrickx war im Straßenradsport aktiv. 1947 wurde er Unabhängiger, 1951 dann Berufsfahrer im Radsportteam Girardengo-Ursus und blieb bis 1961 als Radprofi aktiv. Seine bedeutendsten sportlichen Erfolge waren die Siege bei Paris–Brüssel 1954 vor Germain Derycke und 1955 vor Gilbert Scodeller. 1948 gewann er eine Etappe im Rennen Dwars door België, 1951 Roubaix–Huy, 1952 Wien–Graz–Wien vor René Walschot und Paris–Saint-Etienne. Zweiter wurde er 1951 bei Dwars door Vlaanderen.
Seinen letzten Sieg als Radprofi holte er 1961 bei einem Rennen in Overpelt. Die Tour de France fuhr er dreimal. 1949 wurde er 43., 1950 25 und 1954 64. der Gesamtwertung. Im Giro d’Italia 1951 schied er aus.